# Tomuya
 (janvier 2018).
Si vous disposez d'ouvrages ou d'articles de référence ou si vous connaissez des sites web de qualité traitant du thème abordé ici, merci de compléter l'article en donnant les références utiles à sa vérifiabilité et en les liant à la section « Notes et références ».
Tomuya (トムヤ) est un chanteur japonais né à Tokyo et habitant actuellement à Paris.

## Carrière
Né à Tokyo, Tomuya étudie les Beaux Arts, notamment le nô et le haïku. Il s’installe en France en 1992, après un parcours de chanteur, directeur musical, etc., à Tokyo.
Il a commencé sa carrière de chanteur en France par des concerts dans des lieux comme Le Limonaire ou La Vieille Grille.
Remarqué par Angelo Badalamenti, compositeur complice du cinéaste David Lynch pour qui il écrit notamment la musique de Twin Peaks: Fire Walk with Me, Tomuya enregistre sous sa direction musicale, à New York. L’album Ruby Dragonflies (Crossover / 1996) sera l’occasion d’une rencontre avec le parolier français Boris Bergman. Le répertoire de cet album est présenté aux Bouffes du Nord en 1998.
Cinéphile, collectionneur d’affiches de films japonais et français, Tomuya se produit à Paris en 1999, sur le thème des chansons de cinéma.
En 2001, il enregistre un album de six titres en collaboration avec les jazzmen Francis Lockwood et Jean-Philippe Viret.
Réalisé par Eric Dufaure et Michel Taïeb, l’album Un Japonais à Paris (Beluga Productions), hommage aux grandes chansons francophones par un chanteur japonais avec plusieurs duos d’artistes français, paraît en avril 2007,. Une des chansons de l’album, Le Poinçonneur des Lilas, est interprétée en duo avec Bernard Lavilliers lors de l’émission spéciale Gainsbourg pour toujours (France 2) en 2006, révélant ainsi Tomuya pour la première fois aux téléspectateurs français. Pour fêter la sortie de ce disque, Tomuya se produit le 30 avril 2007 à l’Olympia en duos avec Jean-Michel Taliercio (Martine City Queen), Liane Foly, Lio, Mona Soyoc (chanteuse du groupe KaS Product), Pierpoljak, Sofia Essaïdi ; concert qui lui apporte une certaine notoriété dans les médias français. En mai 2008, cet album est publié au Japon par Omagatoki Records.
La même année, en septembre, Tomuya donne deux concerts à Tokyo au Théâtre Parco (concerts organisés par la radio J-Wave et Conversation). Ces prestations donneront lieu à de nombreux articles dans la presse japonaise.

## Discographie
- 夜と彷徨 (La Nuit de l’errance) (Japon, LP, 1982)
- Ruby Dragonflies (États-Unis, 1996)
- Un Japonais à Paris (France, CD Beluga Productions, mars 2007)

Enregistré aux Studios de la Seine à Bastille en 2005 et 2006, réalisé par Eric Dufaure et Michel Taïeb, l’album revisite onze classiques de la chanson française, en japonais et en français. On navigue de Gainsbourg (Le Poinçonneur des Lilas, Les P’tits Papiers) à Montand (La Bicyclette de Pierre Barouh et Francis Lai) via Nougaro (Le Jazz et la Java), Polnareff (Love me, please love me), Joe Dassin (Les Champs-Élysées), Juliette Gréco (Il n’y a plus d’après de Guy Béart), Michel Legrand (Nous voyageons ) et Trenet (Que reste-t-il de nos amours ?). Tomuya interprète aussi deux titres originaux coécrits par lui : Gin et La Bossa des chats. Onze des chansons sur l'album sont des duos que Tomuya interprète avec Liane Foly, Mona Soyoc, Bernard Lavilliers, Lio, Pierpoljak, Régine, Wasis Diop, Pascal of Bollywood, les Martine City Queen, Smriti Minocha, Sofia Essaïdi…